# Crescente Errázuriz
Crescente José de los Dolores de María Santísima Errázuriz Valdivieso OP (Santiago 28 november 1839 - aldaar 5 juni 1931) was een Chileens geestelijke en een aartsbisschop van de Rooms-Katholieke Kerk.

## Biografie
Hij was de zoon van senator Francisco Javier Errázuriz Aldunate (1773-1841) en Rosario Valdivieso Zañartu (†1889).
Hij was de broer van president Federico Errázuriz Zañartu (1825-1877).
Crescente Errázuriz bezocht - na zijn middelbare opleiding aan prestigieuze scholen - het seminarie in Santiago. Op 18 december 1863 werd hij door zijn oom, Rafael Valentín Valdivieso (aartsbisschop van Santiago van 1848 tot 1878), tot priester gewijd. Van 1869 tot 1870 nam hij als toehoorder deel aan het Eerste Vaticaans Concilie. In de periode hierop volgend was hij lid van de Theologische Faculteit van de Universiteit van Chili.

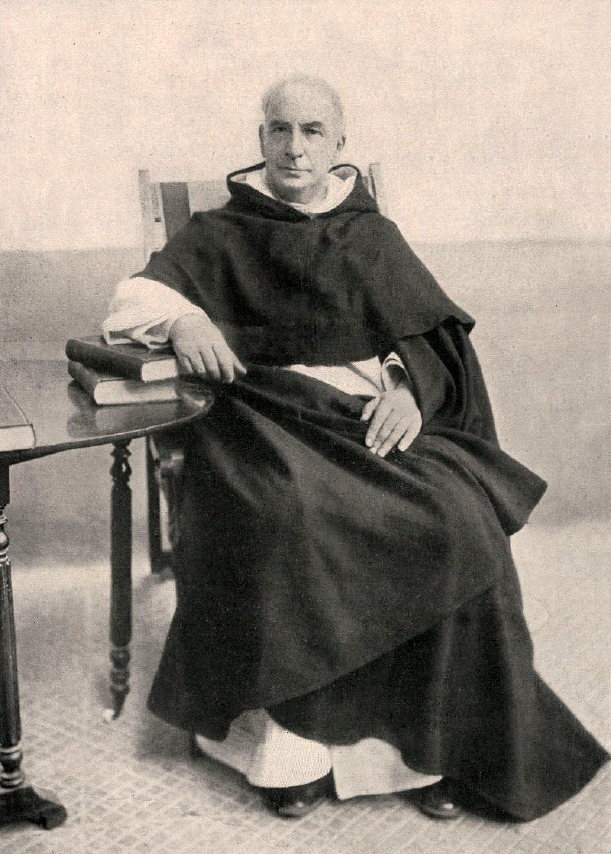
Crescente Errázuriz OP (1839-1931)

Errázuriz, een dominicaan, maakte vanaf 1885 als kloosterling deel van het Convento Recoleta Domínica de Santiago. Tijdens zijn periode in het klooster schreef hij een kerkhistorisch werk over het ontstaan van de rooms-katholieke kerk in Chili (Los Orígenes de la Iglesia Chilena). Hij hield zich naast zijn werkzaamheden als geestelijke en kerkhistoricus, bezig met het schrijven van artikelen in diverse katholieke periodieken, waarin hij de positie van de Rooms-Katholieke Kerk in Chili verdedigde tegen die van de liberalen en vrijmetselaars. In 1898 werd hij abt van het klooster. Hij bleef tot 1907 abt.
Errázuriz was vanaf 1893 hoogleraar kerkelijk recht aan de Universiteit van Chili. In zijn periode als hoogleraar was hij auteur van het Compendium van het kerkelijk recht. Vanwege zijn academische werkzaamheden werd hij opgenomen in de Academia Chilena de la Lengua (Chileense Taal-academie). Daarnaast was hij zowel lid van het Chileens geografisch genootschap (die hem in 1912 beloonde met een gouden medaille) en het Chileens historisch genootschap. Het laatste genootschap koos hem in 1914 tot haar voorzitter.
Van 1916 tot 1918 was Errázuriz pronuntius van de Heilige Stoel. Paus Benedictus XV benoemde hem op 30 december 1918 tot aartsbisschop van Santiago; zijn bisschopswijding vond plaats op 12 januari 1919. Hij bleef aartsbisschop tot zijn dood in 1931.
Errázuriz doorbrak tijdens zijn episcopaat de verstrengeling van de Rooms-Katholieke Kerk met de Partido Conservador (Conservatieve Partij). In 1924 overzag hij de scheiding van Kerk en Staat, die gunstig uitpakte voor de Katholieke kerk en een einde maakte aan de (bescheiden) conflicten tussen de Kerk en de overheid die bij tijd en wijle de kop op staken.
Errázuriz overleed op 91-jarige leeftijd.